# Gayakanawadi, Chikodi
Gayakanawadi là một làng thuộc tehsil Chikodi, huyện Belgaum, bang Karnataka, Ấn Độ.